# دونا فرانسیسکا
دونا فرانسیسکا (به پرتغالی: Dona Francisca) یک منطقهٔ مسکونی در برزیل است که در ریو گرانده جنوبی واقع شده‌است. دونا فرانسیسکا ۲٬۹۹۹ نفر جمعیت دارد.